# De Lavaud
Die Société d'Expansion Technique E. Sensaud de Lavaud war ein französischer Hersteller von Automobilen.

## Unternehmensgeschichte
Das Unternehmen aus Paris begann 1927 mit der Produktion von Automobilen. Der Markenname lautete De Lavaud. Das Unternehmen präsentierte seine Fahrzeuge auf den jährlich stattfindenden Pariser Automobilsalons. 1930 endete die Produktion. Insgesamt entstanden nur wenige Fahrzeuge.

## Fahrzeuge
Das einzige Modell war mit einem Sechszylindermotor mit 2300 cm³ oder 2700 cm³ Hubraum ausgestattet. Es war nur als Coupé lieferbar.